# Distrito de Mandoto
Mandoto es un distrito de la región de Vakinankaratra, en la isla de Madagascar, con una población estimada en 2018 de 227,800 habitantes.
Se encuentra ubicado la zona montañosa del centro de la isla, a poca distancia al suroeste de la capital nacional, Antananarivo. Este distrito está dividido en 8 comunas.

## Comunas
- Mandoto
- Anjoma, Mandoto
- Vinany
- Vasiana
- Ankazomiriotra
- Ananambao Ambary
- Besohana
- Fidirana